# André Höhne
Pour les articles homonymes, voir Höhne.
André Höhne, né le 10 mars 1978 à Berlin, est un athlète allemand, spécialiste de la marche.
Ses meilleurs temps sont :
- 20 km : 1 h 20 min 00 s à Helsinki le 6 août 2005 (4e lors des Championnats du monde) ;

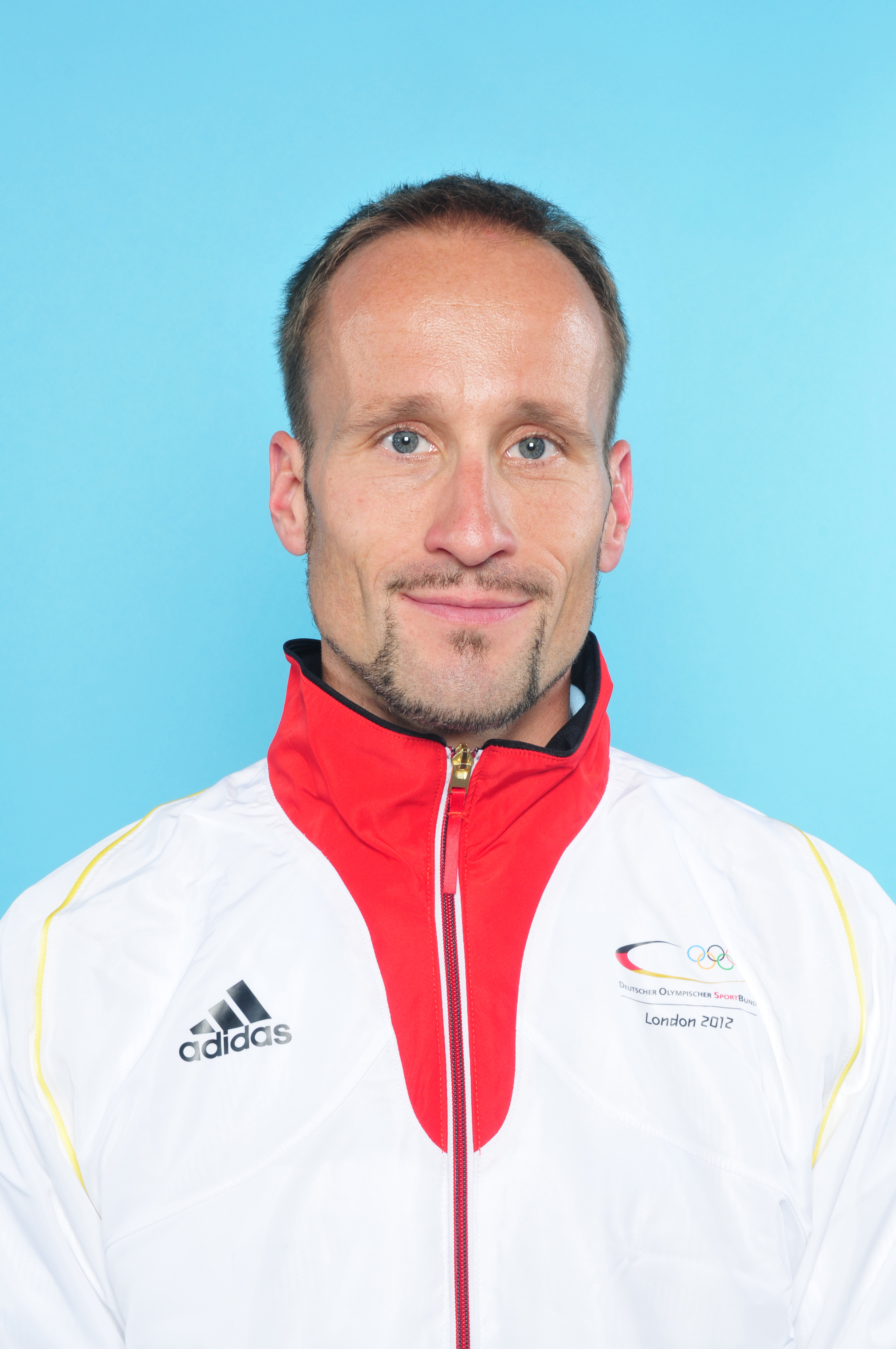
2012

- 50 km : 3 h 43 min 19 s à Berlin le 21 août 2009 (5e lors des Championnats du monde).

## Palmarès
- sur la 20 km marche, il termine 14e à Berlin 2009 et 25e lors des Jeux à Pékin l'année précédente. Il a terminé 11e des Championnats d'Europe à Göteborg en 2006, après avoir été 16e de la Coupe du monde à La Corogne. Son meilleur résultat et record personnel reste sa quatrième place à Helsinki 2005. En 2004, il est finaliste aux Jeux à Athènes (8e en 1 h 21 min 56 s), après avoir été 15e en Coupe du monde à Naumburg. En 2003, il est 13e aux Mondiaux de Paris Saint-Denis. Lors de la Coupe du monde à Turin de 2002, il termine 24e, après avoir été 11e des Championnats d'Europe à Munich. 26e lors de la Coupe du monde de 1999 à Mézidon - Canon, il n'est que 102e lors de sa première Coupe du monde à Poděbrady en 1997.
- à partir de 2008, il passe également sur la distance des 50 km, où il est 7e lors de la Coupe du monde à Tcheboksary puis 12e aux Jeux à Pékin. Il termine 5e avec son record personnel à Berlin 2009 et 7e à Barcelone 2010.